# Weaubleau (Missouri)
Weaubleau – miasto w Stanach Zjednoczonych, w stanie Missouri, w hrabstwie Hickory.